# Sandra Grau
Sandra Grau Muxella (ur. 27 lipca 1970 w Sant Julià de Lòria) – andorska narciarka alpejska, olimpijka. Brała udział w igrzyskach w roku 1988 (Calgary). Nie zdobyła żadnych medali. Starsza siostra Vicky Grau, również narciarki.

## Zimowe Igrzyska Olimpijskie 1988 w Calgary
| Konkurencja   | I zjazd | I zjazd | II zjazd | II zjazd | Klas. końcowa | Klas. końcowa |
| Konkurencja   | Czas    | Miejsce | Czas     | Miejsce  | Punkty        | Miejsce       |
| ------------- | ------- | ------- | -------- | -------- | ------------- | ------------- |
| Slalom gigant | 1:10,01 | 40.     | 1:19,22  | 26.      | 2:29,23       | 26.           |
| Slalom        | 1:00,09 | 35.     | 58,35    | 23.      | 1:59,44       | 23.           |
| Supergigant   |         |         |          |          | 1:33,65       | 40.           |